# Sporre (zoologi)
| Sporre |
| --- |
| Hönsfågel med sporrar på benen. - Betydelse – utskott på extremiteter hos djur - Förekomst – hos insekter och fåglar; (mer sällan) reptiler och däggdjur - Biologi – ofta av ben och ytterst av horn - Användning – hos fåglar som försvar - Relaterat – hälsporre |

En sporre är ett utskott på en extremitet hos insekter, fåglar samt vissa reptiler och däggdjur. Bland annat förekommer sporrar på baksidan av foten hos tuppar och äldre hönor. Sporren fungerar hos hönsfåglar som ett försvarsmedel och är där en hornbildning som täcker en utväxt av ben.

## Sporrar hos fåglar
På många hönsfåglar – särskilt på handjur (tuppar) – finns sporrar på baksidan av benen/foten. Dessa utgörs av benutskott som är överdragna av hornämnen. En eller två sporrar är det vanligaste, men hos påfågelfasaner kan det finnas upp till fyra sporrar per ben. Hos indiska stridshöns har både tuppar och hönor sporrar.
Sporrar kan användas som vapen och försvar, i strider mellan rivaliserande tuppar.
Veterinärer rekommenderar att man som fågelfäuppfödare inte tar bort sporren/sporrarna. Ibland kan en sporre (i likhet med en fågelklo) växa ut och bli till hinder för tuppens/hönans aktiviteter; då kan en veterinär göra en förkortning av sporren. Sporren är en hornbildning runt en pulpa och ett ben innerst. Om ingreppet görs ovarsamt kan blodvite uppstå; successiva mindre förkortningar av sporrens spets kan dock leda till att pulpan drar sig tillbaka.

## Andra sporrar
Vissa fåglar har vingsporrar. Dessa är utväxter av horn längst ut och fram på vingarna (på vingknogarna). De finns bland annat hos sporrgås och Sydamerikas värnfåglar.
På vissa ormar finns analsporrar, placerade i närheten av analöppningen. De har tolkats som förkrympta extremiteter.
Sporrar hos däggdjur är ovanliga; de finns dock i form av hälsporre hos bland annat människor och näbbdjur. Hos människan är den en hornformig utväxt av kalk på undersidan av hälbenet. Felbelastning av fotens benhinnor kan leda till inflammation runt hälsporren.

## Galleri

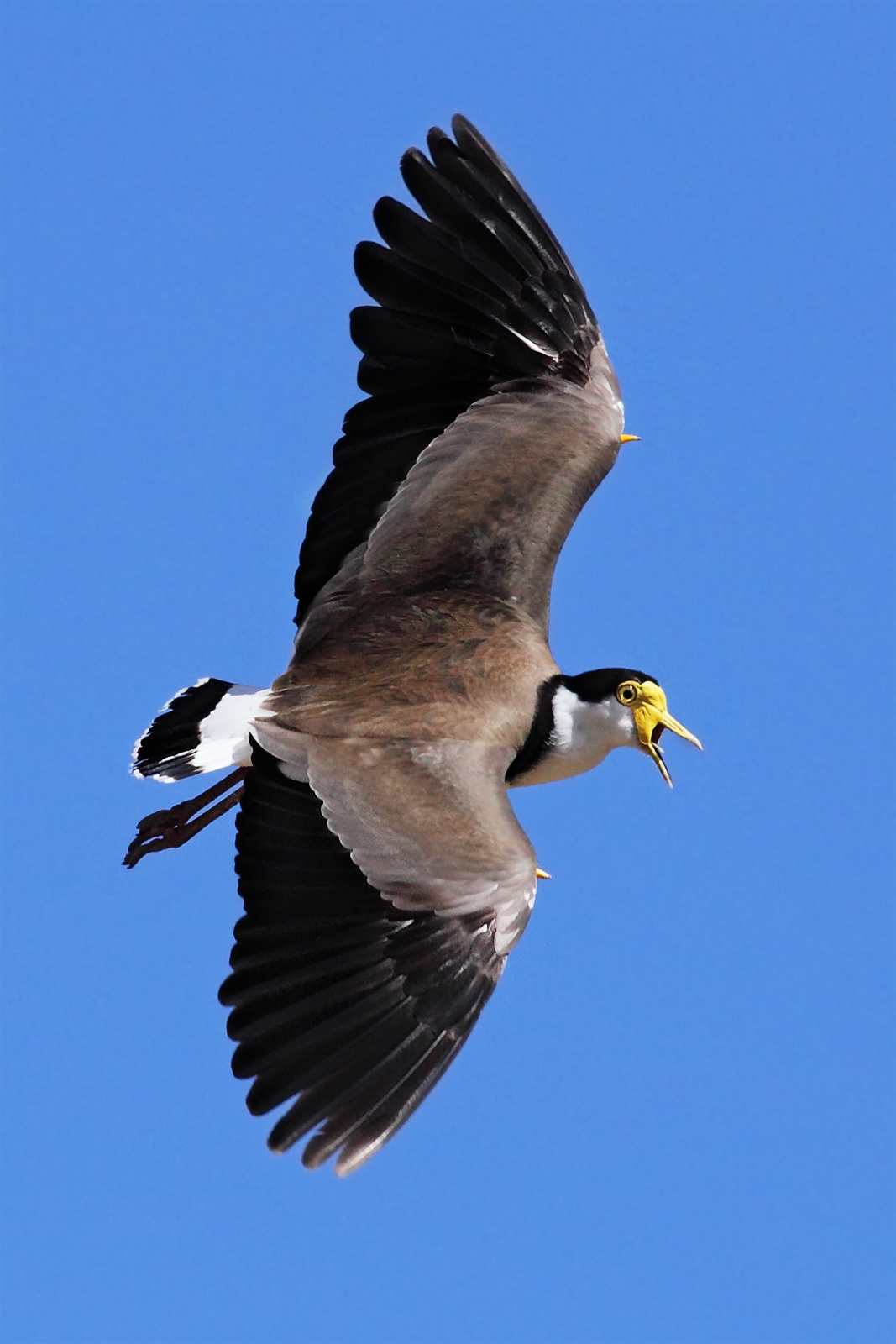
Flygande maskvipa med synliga vingsporrar.
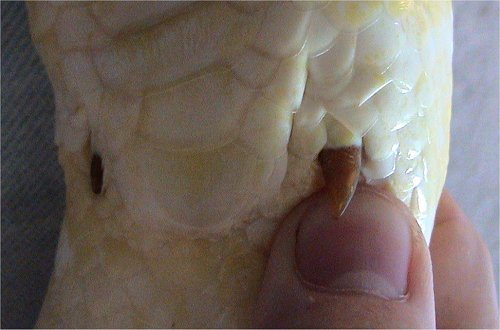
Analsporre hos en albinistisk burmesisk pyton.
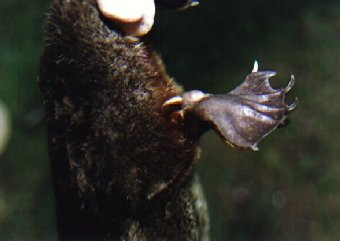
Hälsporre hos näbbdjur.
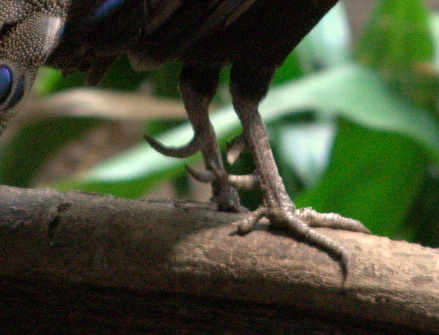
Närbild på tupp av palawanpåfågelfasan.
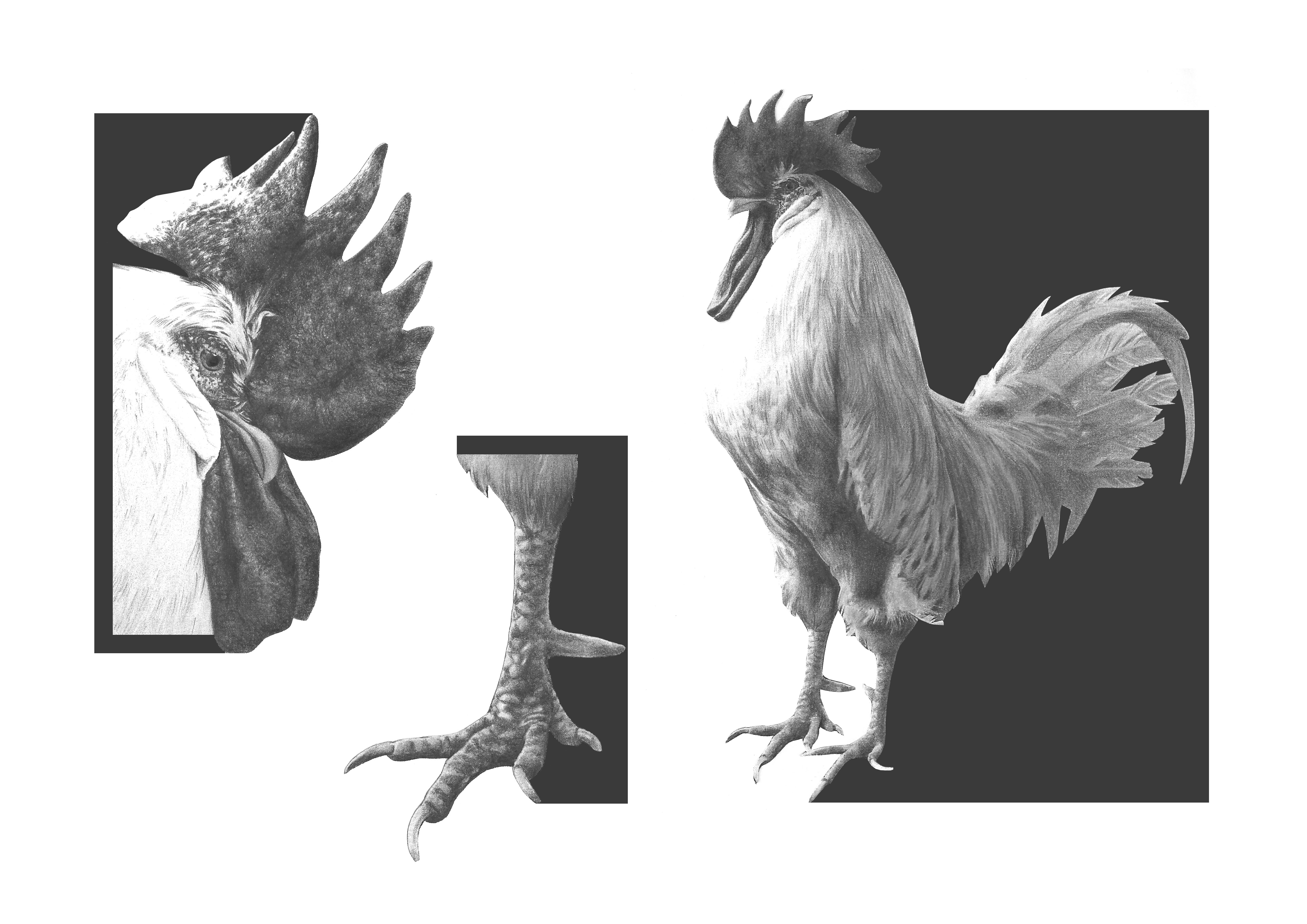
Tupp med sporrar på båda fötterna.